# Rhodeus amarus
Rhodeus amarus là một loài cá chép bản địa của châu Âu trong họ Cyprinidae. Chúng phân bố từ sông Rhone ở bên Pháp cho tới sông Neva ở nước Nga.

## Đặc điểm
Ở loài cá nước ngọt này, cuộc giao phối của chúng theo hình thái tình tay ba. Một cuộc mào đầu sẽ bắt đầu khi con đực ra sức trình diễn những vũ điệu hoàn hảo nhất để quyến rủ một con đực khác. Nếu nó thành công thì con đực này sẽ là công cụ để nó thực hiện màn quyến rũ tiếp theo dành cho con cái.
Một khi đã ưng ý với đối tượng dành tặng này, con cá cái sẽ đưa ống dẫn trứng của mình vào bên trong vỏ của con đực hiến tế và để cho con đực chính thụ tinh. Khi công việc hoàn tất, con đực hiến tế lúc này sẽ có vai trò như một lồng ấp, thay thế cá cái phải mang thai. 